# Tour de Ski 2016-2017
Navigation
2015-2016 2017-2018
La 11e édition du Tour de Ski se déroule du 31 décembre 2016 au 8 janvier 2017. Cette compétition est intégrée à la coupe du monde 2016-2017 et est organisée par la fédération internationale de ski. L'épreuve comprend huit étapes constituant un parcours entamé à Val Mustair (Suisse) avant de faire étape à Oberstdorf (Allemagne), à Toblach, et Val di Fiemme (Italie).

## Informations

### Calendrier
| Étape | Lieu          | Date        | Épreuves                                        | Distance | Distance | Heures de départ     | Heures de départ     |
| Étape | Lieu          | Date        | Épreuves                                        | Femmes   | Hommes   | Femmes               | Hommes               |
| ----- | ------------- | ----------- | ----------------------------------------------- | -------- | -------- | -------------------- | -------------------- |
| 1     | Val Mustair   | 31 décembre | Sprint - Style Libre (Qualifications + Finales) | 1,4 km   | 1,4 km   | 12 h 30 puis 15 h 00 | 12 h 30 puis 15 h 00 |
| 2     | Val Mustair   | 1er janvier | Départ en ligne - Style Classique               | 5 km     | 10 km    | 16 h 00              | 13 h 00              |
| 3     | Oberstdorf    | 3 janvier   | Skiathlon                                       | 10 km    | 20 km    | 12 h 15              | 15 h 15              |
| 4     | Oberstdorf    | 4 janvier   | Poursuite - Style Libre                         | 10 km    | 15 km    | 11 h 30              | 12 h 45              |
| 5     | Toblach       | 6 janvier   | Individuel - Style Libre                        | 5 km     | 10 km    | 13 h 00              | 10 h 45              |
| 6     | Val di Fiemme | 7 janvier   | Départ en ligne - Style Classique               | 10 km    | 15 km    | 14 h 30              | 15 h 30              |
| 7     | Val di Fiemme | 8 janvier   | Poursuite* - Style libre                        | 9 km     | 9 km     | 11 h 30              | 14 h 30              |

- La dernière étape se court sur une ascension finale.

| \| Toblach Oberstdorf Val di Fiemme Val Mustair \| Sites des compétitions |
| Toblach Oberstdorf Val di Fiemme Val Mustair                              |

### Points
Le vainqueur du classement général marque 400 points et les vainqueurs d'étapes marquent 50 points soit la moitié des points normalement attribués pour une victoire dans une étape de la Coupe du monde.
| Place  | 1   | 2   | 3   | 4   | 5   | 6   | 7   | 8   | 9   | 10  | 11 | 12 | 13 | 14 | 15 | 16 | 17 | 18 | 19 | 20 | 21 | 22 | 23 | 24 | 25 | 26 | 27 | 28 | 29 | 30 |
| ------ | --- | --- | --- | --- | --- | --- | --- | --- | --- | --- | -- | -- | -- | -- | -- | -- | -- | -- | -- | -- | -- | -- | -- | -- | -- | -- | -- | -- | -- | -- |
| Points | 400 | 320 | 240 | 200 | 180 | 160 | 144 | 128 | 116 | 104 | 96 | 88 | 80 | 72 | 64 | 60 | 56 | 52 | 48 | 44 | 40 | 36 | 32 | 28 | 24 | 20 | 16 | 12 | 8  | 4  |

| Place  | 1  | 2  | 3  | 4  | 5  | 6  | 7  | 8  | 9  | 10 | 11 | 12 | 13 | 14 | 15 | 16 | 17 | 18 | 19 | 20 | 21 | 22 | 23 | 24 | 25 | 26 | 27 | 28 | 29 | 30 |
| ------ | -- | -- | -- | -- | -- | -- | -- | -- | -- | -- | -- | -- | -- | -- | -- | -- | -- | -- | -- | -- | -- | -- | -- | -- | -- | -- | -- | -- | -- | -- |
| Points | 50 | 46 | 43 | 40 | 37 | 34 | 32 | 30 | 28 | 26 | 24 | 22 | 20 | 18 | 16 | 15 | 14 | 13 | 12 | 11 | 10 | 9  | 8  | 7  | 6  | 5  | 4  | 3  | 2  | 1  |

Il y a donc un maximum de 750 points qui peuvent être marqués si un concurrent gagne toutes les étapes et le classement général.

## Dotation
|                                       | 1.     | 2.     | 3.     | … | 10.   | Total   |
| ------------------------------------- | ------ | ------ | ------ | - | ----- | ------- |
| Classement général                    | 90 000 | 50 000 | 30 000 | … | 1 500 | 442 000 |
| Classement du sprint                  | 06 000 | 03 000 | 02 000 | — | —     | 022 000 |
| Étape                                 | 03 000 | 02 000 | 01 000 | — | —     | 084 000 |
| Leader du Tour (sauf le dernier jour) | 01 000 | —      | —      | — | —     | 012 000 |

Source : Fédération internationale de ski

## Classements finaux

### Classement général
| Hommes | Femmes |

### Classement des sprints
| Hommes | Femmes |

## Détail des étapes

### Étape 1
31 décembre	- Val Mustair - Sprint, Style Libre (1,4 km)
| Hommes | Femmes |

### Étape 2
1er janvier	- Val Mustair - Départ en ligne, Style Classique (5 km pour les femmes & 10 km pour les hommes)
| Hommes | Femmes |

### Étape 3
3 janvier	- Oberstdorf - Skiathlon (15 km pour les femmes & 20 km pour les hommes)
| Hommes | Femmes |

### Étape 4
4 janvier	- Oberstdorf - Poursuite, Style Libre (10 km pour les femmes & 15 km pour les hommes)
| Hommes | Femmes |

### Étape 5
6 janvier - Toblach - Individuel, Style Libre (5 km pour les femmes & 10 km pour les hommes)
| Hommes | Femmes |

### Étape 6
7 janvier - Val di Fiemme - Départ en ligne, Style Classique	(10 km pour les femmes & 15 km pour les hommes)	
| Hommes | Femmes |

### Étape 7
8 janvier - Val di Fiemme - Ascension finale : Poursuite, Style Libre, Départ avec Handicap (9 km)
| Hommes | Femmes |